# Thylamys cinderella
Thylamys cinderella är en pungdjursart som först beskrevs av Oldfield Thomas 1902. Thylamys cinderella ingår i släktet Thylamys och familjen pungråttor. IUCN kategoriserar arten globalt som livskraftig. Inga underarter finns listade.
Pungdjuret förekommer i norra Argentina och angränsande delar av Bolivia. Arten vistas där i kulliga områden med torr växtlighet. Födan utgörs främst av insekter och små ryggradsdjur.